# Nisíon (Imathie)
Nisíon (grec moderne : Νησίον) est une localité située dans le dème d'Alexándria, dans le district régional d'Imathie, dans la periphérie de Macédoine-Centrale, en Grèce.
Selon le recensement de 2011, elle compte 1 379 habitants.